# Угнич, Ефим Саввич
Ефи́м Са́ввич Угнич (20 января 1858 — после 1917) — член IV Государственной думы от Полтавской губернии, кассир Хорольской уездной земской управы.

## Биография
Православный, крестьянин города Хорола Хорольской волости того же уезда.
Начальное образование получил дома.
Долгое время служил писцом в Хорольском уездном по воинской повинности присутствии. В 1908—1911 годах был членом Хорольской уездной земской управы. Последние два года до избрания в Думу служил по вольному найму кассиром уездной земской управы. Владел усадьбой в Хороле.
В 1912 году был избран в члены Государственной думы от Полтавской губернии съездом уполномоченных от волостей. Входил во фракцию центра, был членом Прогрессивного блока. Состоял членом комиссий: по рабочему вопросу, по исполнению государственной росписи доходов и расходов, земельной, по запросам, по переселенческому делу, о народном здравии, о торговле и промышленности, по судебным реформам.
Был женат, имел четверых детей. Судьба после 1917 года неизвестна.